# 1999 TJ6
1999 TJ6 är en asteroid i huvudbältet som upptäcktes den 2 oktober 1999 av de båda kroatiska astronomerna Korado Korlević och Mario Jurić vid Višnjan-observatoriet.
Den tillhör asteroidgruppen Themis.